# Cá phèn đốm đen
Cá phèn đốm đen (danh pháp hai phần: Parupeneus signatus) là một loài cá trong họ Cá phèn. Cá phèn đốm đen được tìm thấy ở Tây Thái Bình Dương đại dương, từ phía đông bắc New Zealand New Guinea, trong vùng nước nông. Chiều dài của nó là từ 20 đến 50 cm.

## Hình ảnh

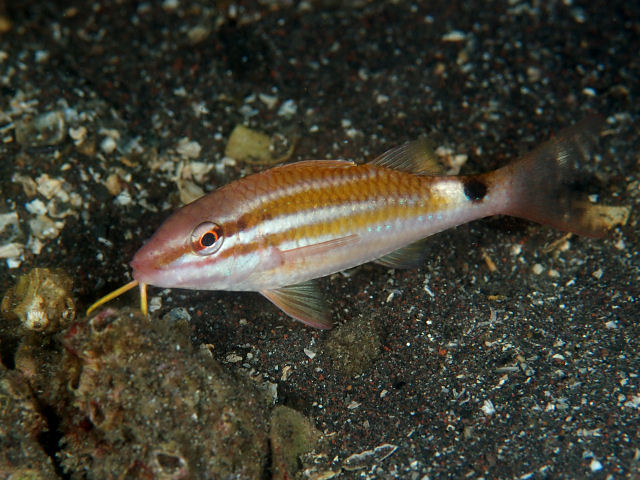
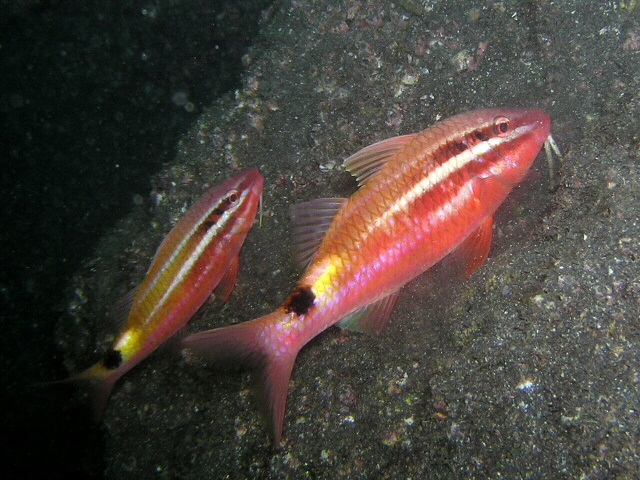
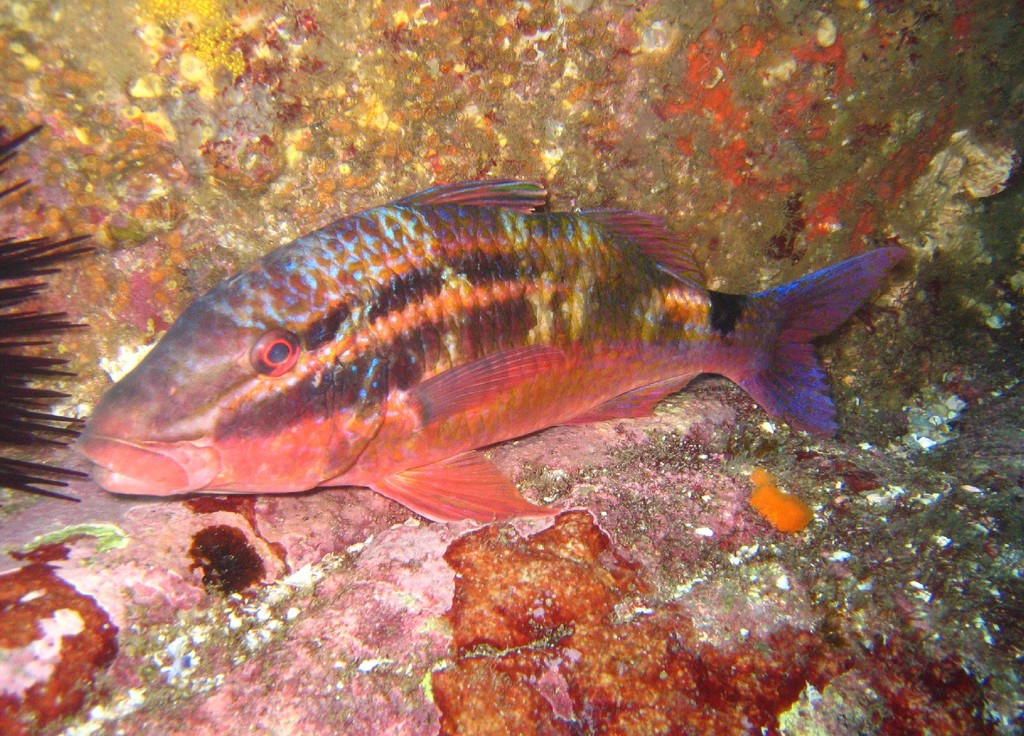